# طاهر الخلج
طاهر الخلج (به انگلیسی: Tahar El Khalej) (زاده ۱۶ ژوئن ۱۹۶۸) یک بازیکن فوتبال اهل مراکش بوده است.
وی در تیم ملی فوتبال مراکش ۴۹ بازی انجام داده است و عضو این تیم در جام جهانی فوتبال ۱۹۹۴ و ۱۹۹۸ بوده است.